# 페테르스나무타기쥐
페테르스나무타기쥐(Tylomys nudicaudus)는 비단털쥐과에 속하는 설치류의 일종이다. 벨리즈와 엘살바도르, 과테말라, 온두라스, 멕시코, 니카라과에서 발견된다.